# Adams (village, New York)
Pour les articles homonymes, voir Adams.
Ne doit pas être confondu avec Adams (New York).
Adams est un village situé dans le comté de Jefferson, dans l'État de New York, aux États-Unis,. En 2010, il comptait une population de 1 775 habitants.

## Démographie
Lors du recensement de 2010, le village comptait une population de 1 775 habitants. Elle est estimée, en 2019, à 1 714 habitants.